# Поле при Водицах
Поле при Водицах (на словенски: Polje pri Vodicah) е село в Словения, регион Средна Словения, община Водице. Според Националната статистическа служба на Република Словения през 2015 г. селото има 251 жители.